# Legetøjssymfonien
Legetøjssymfonien er et værk for orkester i wienerklassisk stil og syv forskellige stykker legetøj. Værket har det officielle navn Cassatio i G-dur, men den alternative titel har vundet meget stor indpas.

Kukur, skralde og trompet er blandt det medvirkende legetøj.
Værket består af syv satser:
1. March
2. Menuet
3. Allegro
4. Menuet
5. Allegretto
6. Menuet
7. Presto

Heraf er tredjesatsen (allegroen) den mest kendte.
Der har været stor tvivl om komponisten bag denne symfoni. Bl.a. Joseph Haydn og hans bror Michael Haydn har været på tale, men Leopold Mozart, W.A. Mozarts far, har været det mest stabile bud. Den seneste forskning har dog peget på en østrigsk munk ved navn Edmund Angerer.